# 博爾鎮區 (伊利諾伊州桑加蒙縣)
博爾鎮區（英語：Ball Township）是位於美國伊利諾伊州桑加蒙縣的一個行政鎮區。

## 地方資料
根據2010年美國人口普查的數據，博爾鎮區的面積為77.50平方千米，當中陸地面積為77.40平方千米，而水域面積為0.00平方千米。當地共有人口7062人，而人口密度為每平方千米91.12人。